# Vertikalprofil (Meteorologie)
Ein Vertikalprofil oder Temp ist eine grafische Darstellung der Lufttemperatur, der Taupunkttemperatur, der Windgeschwindigkeit und der Windrichtung in Abhängigkeit von der Höhe. Die hierfür notwendigen Daten wurden in der Vergangenheit hauptsächlich von Radiosonden ermittelt, die von Wetterstationen in regelmäßigen Abständen in die Erdatmosphäre aufsteigen. In der Vergangenheit wurden auch Fesselballone genutzt. 
Da der Luftdruck über die barometrische Höhenformel exponentiell mit der Höhe zusammenhängt, wird die Höhenskala auch häufig durch eine logarithmische Druckskala ersetzt.
Seit 1991 werden meteorologische Daten zusätzlich vom Projekt  AMDAR (Aircraft Meteorological Data Relay) organisiert und von Fluggesellschaften bereitgestellt. Der Deutsche Wetterdienst bekommt durch das europäische Flugzeug-Messsystem E-AMDAR (EUMETNET-AMDAR) täglich ca. 32.000 meteorologische Flugzeug-Meldungen von 650 Flugzeugen der europäischen Luftfahrtgesellschaften (Air France, British Airways, KLM, Lufthansa und SAS). 

## Darstellung

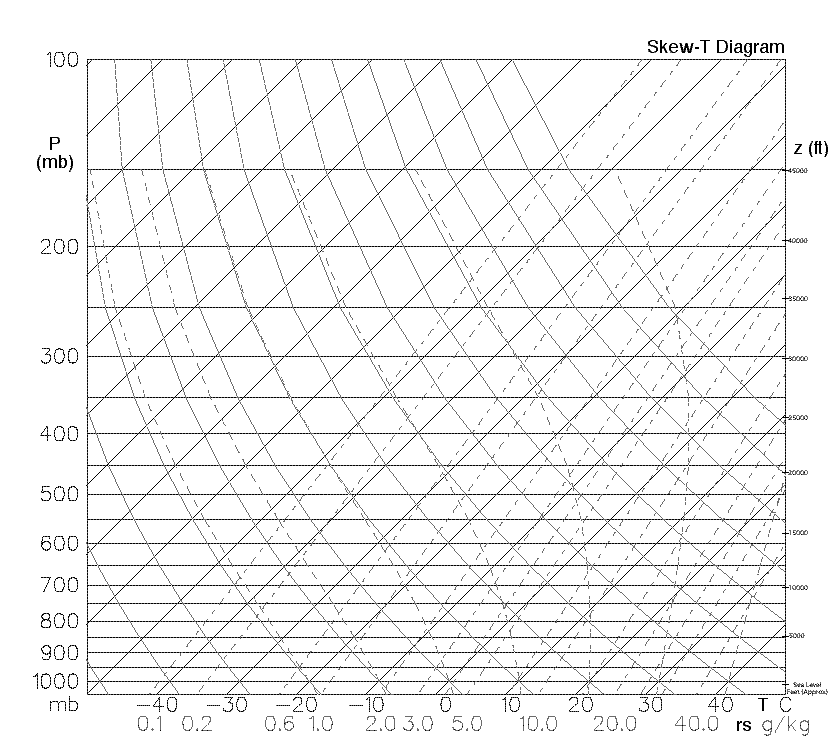
Ein Skew-T-Diagramm, noch ohne Messwerte.

Es gibt verschiedene Darstellungsarten, z. B. das Stüve-Diagramm oder das Skew-T-Diagramm. Um die Orientierung zu erleichtern werden in das Diagramm verschiedene Hilfslinien eingetragen (vgl. nebenstehende Abbildung):
- Isobaren sind Linien konstanten Drucks. Sie verlaufen parallel zur T-Achse (horizontal) und stehen jeweils für eine bestimmte Höhe. In der Abbildung wurde der Druck in mbar (= hPa) und die Höhe in Fuß angegeben.
- Isothermen sind Linien konstanter Temperatur. Im Stüve-Diagramm verlaufen sie parallel zur log-p-Achse, im Skew-T-Diagramm sind sie gegen diese geneigt (daher der Name Skew-T von Englisch „skew“ = schief).
- Trockenadiabaten: Ein Luftpaket, das in der Atmosphäre aufsteigt, dehnt sich aufgrund des abnehmenden Drucks aus und kühlt ab. Wenn dabei keine Wärme mit der Umgebung ausgetauscht wird und kein Wasserdampf kondensiert, spricht man von einem trockenadiabatischen Aufstieg. Im Diagramm sind die Trockenadiabaten die ausgezogenen, gekrümmten Linien.
- Feuchtadiabaten: Steigt gesättigte Luft auf, so kondensiert nach Erreichen der Taupunkttemperatur Feuchtigkeit aus und setzt dabei die Kondensationsenthalpie frei. Diese Energie kommt thermisch dem Luftpaket zugute, weshalb beim feuchtadiabatischen Aufstieg die Temperatur weniger stark fällt als beim trockenadiabatischen. Die Feuchtadiabaten verlaufen also steiler als die Trockenadiabaten. Hier sind sie gestrichelt gezeichnet.
- Sättigungskurven: Diese Linien geben die Temperatur eines gesättigten Luft-Wasserdampf-Gemisches gegebener Zusammensetzung in Abhängigkeit vom Druck (und damit der Höhe) an. In dieser Darstellung sind sie gestrichelt gezeichnet und laufen ungefähr parallel zu den Isothermen.

## Interpretation

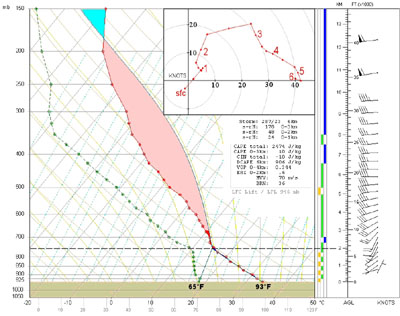
Beispiel eines Vertikalprofils. Rechts sind die Windrichtung und -geschwindigkeit in Abhängigkeit von der Höhe dargestellt. Im eigentlichen Skew-T-Diagramm sind die Temperaturen des Taupunkts (grün) und der Umgebungsluft (rot) dargestellt.

Die Interpretation des Vertikalprofils soll an dem nebenstehenden Beispiel erläutert werden.
Folgende Größen lassen sich mit einem Vertikalprofil untersuchen:

### Luftfeuchtigkeit
Der Taupunkt ist ein Maß für die absolute Feuchte. Möchte man die absolute Feuchte in einer bestimmten Höhe wissen, so sucht man jene Sättigungskurve, die durch den Taupunkt (grüner Punkt) in dieser Höhe geht.
Die relative Feuchte lässt sich aus dem Abstand zwischen der Taupunktkurve (grüne Punkte) und der Umgebungstemperaturkurve (rote Punkte) ablesen. Die Taupunktdifferenz, auch „Spread“ genannt ist nämlich ein direktes Maß für die relative Feuchte. Beträgt sie Null – in anderen Worten: Berühren sich beide Kurven, dann beträgt die Luftfeuchtigkeit 100 %. Die Luft ist gesättigt. In der Regel schneiden sich die Kurven nicht, da die überschüssige Feuchtigkeit in Form von Nebel auskondensiert, so dass keine Übersättigung auftritt.
Hier im Beispiel beträgt die Temperatur am Boden 95 °F = 34 °C bei einem Taupunkt von 65 °F = 18 °C. Die Taupunktdifferenz beträgt also 16 K. Daraus ergibt sich eine relative Luftfeuchtigkeit von ca. 40 %.

### Luftschichtung
Die Lufttemperatur nimmt mit steigender Höhe meist ab. Ist das Gegenteil der Fall, spricht man von einer Inversion. Sie lässt sich im Vertikalprofil sehr leicht erkennen, nämlich wenn die Temperaturkurve deutlich nach rechts geneigt ist. (Im Beispiel ist keine Inversion vorhanden.)
Wenn die Temperatur mit steigender Höhe langsamer abnimmt als der trockenadiabatische Temperaturgradient, also wenn die Temperaturkurve steiler ist als die Hilfslinien der Trockenadiabaten, spricht man von einer stabilen Schichtung, im umgekehrten Fall von einer labilen Schichtung. (Falls es zur Kondensation kommt, sind stattdessen die Feuchtadiabaten zu verwenden.) Im Falle der labilen Schichtung könnte ein Luftpaket, dessen Temperatur nur geringfügig größer ist als die Umgebungstemperatur, ohne Energiezufuhr aufsteigen. Im Diagramm würde es dann der Trocken- bzw. Feuchtadiabaten folgen, bis seine Temperatur durch adiabatische Expansion mit der Umgebungsluft übereinstimmt. Eine labile Schichtung würde also den vertikalen Austausch von Luftmassen erleichtern. Eine stabile Schichtung und insbesondere eine Inversion würde diesen Aufstieg aber sehr schnell bremsen.
In der Abbildung sieht man das in dem rosa markierten Bereich: Die Umgebungstemperatur fällt zwischen ca. 2000 und 12000 m schneller ab als die Feuchtadiabate.

### Wolkenbildung
Cumulus-Wolken entstehen, wenn sich feuchte aufsteigende Warmluft so weit abkühlt, bis Sättigung erreicht wird und die enthaltene Feuchtigkeit auskondensiert. Dies geschieht genau unter folgender Bedingung: Man denke sich ein Luftpaket am Boden von bestimmter Temperatur (hier 93 °F) und folge dessen Trockenadiabaten einerseits und andererseits der Sättingskurve, die durch den Taupunkt dieses Luftpakets (65 °F) geht, bis sich beide Linien schneiden (blaues Dreieck). In dieser Höhe (schwarz gestrichelte Linie) und bei dieser Temperatur (ca. 15 °C) beginnt die Feuchtigkeit zu kondensieren. Diese Höhe (ca. 2000 m) stellt also den unteren Rand der Wolken – die Wolkenbasis – dar.
Die Luft kann danach noch weiter steigen (s. Luftschichtung), folgt aber dann der Feuchtadiabaten, bis sie wiederum Umgebungstemperatur erreicht.
Für die Ausbildung hoher Wolken und damit die Ausbildung von Gewittern ist also eine hohe Labilität und eine hohe absolute Feuchtigkeit in der Bodenluft Voraussetzung, wie in diesem Beispiel zu sehen. Es können sich Cumulonimbus-Wolken mit einer Wolkenbasis von 2000 m bilden, die bis in über 10 km Höhe reichen.

### Föhn
Wird feuchte Luft durch ein Gebirge nach oben abgelenkt, so kann es zur Wolkenbildung kommen. Der Aufstieg erfolgt also zunächst trockenadiabatisch, bis die Luft ihr Sättigungsniveau erreicht, und dann feuchtadiabatisch. Durch den Niederschlag wird der Luft Wasser entzogen. Wenn die Luft anschließend auf der Leeseite des Gebirges absinkt, wird sie dabei komprimiert und erwärmt sich, diesmal jedoch trockenadiabatisch. Die Luft erwärmt sich also beim Absinken schneller, als sie sich zuvor beim Aufsteigen abgekühlt hat. Die Temperatur ist nach dem Überströmen des Gebirges daher höher als davor. Dieser heiße, trockene Wind macht sich als Föhn auf der Leeseite des Gebirges bemerkbar.